# Municipio Colina
Colina es uno de los 25 municipios que integran el Estado Falcón, Venezuela. Su capital es el poblado de La Vela de Coro. Tiene una superficie de 582 km² y para 2017 cuenta con 50 053 habitantes. El municipio está conformado por cinco parroquias, La Vela de Coro, Acurigua, Guaibacoa, Las Calderas y Macoruca.
Uno de los acontecimientos históricos más importantes que han ocurrido en este territorio fue el desembarco de Francisco de Miranda en La Vela de Coro el 3 de agosto de 1806 cuando iza la primera bandera venezolana. En 1993 La Vela de Coro es declarada Patrimonio de la Humanidad, debido a la preservación del casco colonial de la ciudad donde convergen construcciones españolas y neerlandesas con influencias indígenas. En 2006 es inaugurado en las orillas del mar Caribe el Paseo Generalísimo Francisco de Miranda que junto al monumento a este prócer de la independencia venezolana y el paseo de las banderas forman otro de los principales atractivos turísticos del municipio. En la zona sur del Municipio Colina se encuentra el parque nacional Juan Crisóstomo Falcón
Debido a los 12 km de distancia de La Vela de Coro con Coro —capital del estado— el intercambio comercial es un factor importante en la economía del municipio.
La patrona del Municipio Colina es la Virgen del Carmen, cuyas fiestas se celebran el 16 de julio.

## Parroquias
1. Parroquia La Vela de Coro
2. Parroquia Acurigua
3. Parroquia Guaibacoa
4. Parroquia Las Calderas
5. Parroquia Mataruca

## Política y gobierno

### Alcaldes
| Período     | Alcalde             | Partido político / Alianza | % de votos | Notas |
| ----------- | ------------------- | -------------------------- | ---------- | --- |
| 1989 - 1992 | Argenis Manaure     | AD                         | 39,60      | Primer alcalde bajo elecciones directas                                                                                |
| 1992 - 1995 | Angel Villegas      | COPEI                      | 31,13      | Segundo alcalde bajo elecciones directas                                                                               |
| 1995 - 2000 | Angel Villegas      | COPEI                      | -          | Reelecto (se realizaron elecciones generales adelantadas en el 2000 debido a la aprobación de la Constitución de 1999) |
| 2000 - 2004 | Ángel Villegas      | COPEI                      | 47,02      | Reelecto |
| 2004 - 2008 | Wilfredo Medina     | MVR                        | 50,56      | Tercer alcalde bajo elecciones directas                                                                                |
| 2008 - 2013 | Juan García Manaure | AD                         | 51,72      | Cuarto alcalde bajo elecciones directas (se postergan 1 año las elecciones municipales pautadas para finales del 2012) |
| 2013 - 2017 | Jose Martínez       | PSUV                       | 54,04      | Quinto alcalde bajo elecciones directas                                                                                |
| 2017 - 2021 | Argenis Leal        | PSUV                       | 57,19      | Sexto alcalde bajo elecciones directas                                                                                 |
| 2021 - 2025 | Rubén Molina        | PSUV                       | 46,42      | Séptimo alcalde bajo elecciones directas                                                                               |

### Concejo municipal
Período 1989 -1992
| Concejales:         | Partido político / Alianza |
| ------------------- | -------------------------- |
| Rene Arenas         | AD                         |
| María de Montiel    | AD                         |
| Mirian Castellanos  | AD                         |
| Ana Cumare de Reyes | COPEI                      |
| Teofilo López       | COPEI                      |
| José Vicente Salas  | COPEI                      |
| Celso Martín        | MAS                        |

Período 1992 - 1995
| Concejales:        | Partido político / Alianza |
| ------------------ | -------------------------- |
| Luis Elias Mendoza | AD                         |
| Rene Arenas        | AD                         |
| Francisco Gamboa   | AD                         |
| Williams Barrios   | COPEI                      |
| Jose Vicente Salas | COPEI                      |
| Felipe González    | URD                        |
| Carlos Romero      | MAS                        |

Período 1995 - 2000
| Concejales:            | Partido político / Alianza |
| ---------------------- | -------------------------- |
| Rafael Zavala          | COPEI                      |
| Emil José Cortéz       | COPEI                      |
| Luilian Evelin Barrios | COPEI                      |
| Isidora Barrientos     | COPEI                      |
| Jesus Salomón Zavala   | MAS                        |
| Alejo Rijo Castro      | MIRE                       |
| Luis Elias Mendoza     | AD                         |

Período 2013 - 2018
| Concejales     | Partido político / Alianza |
| -------------- | -------------------------- |
| Ernesto Molina | PSUV                       |
| Henrry Cordero | PSUV                       |
| Esther Parada  | PSUV                       |
| Yalira Garces  | PSUV                       |
| Cesar Pelayo   | PSUV                       |
| Osman Medina   | PSUV                       |
| Gregorio Wever | MUD                        |

Período 2018 - 2021
| Concejales        | Partido político / Alianza |
| ----------------- | -------------------------- |
| Francisco Colina  | PSUV                       |
| Fabiola Rosendo   | PSUV                       |
| Jesus Osteicochea | PSUV                       |
| Ingrid Molina     | PSUV                       |
| Boris Cerero      | PSUV                       |
| Jesus Zavala      | PSUV                       |
| Raquel Rodríguez  | PSUV                       |

Periodo 2021 - 2025
| Concejales:         | Partido político / Alianza |
| ------------------- | -------------------------- |
| Franjalimar Higuera | PSUV                       |
| Eduardo Mora        | PSUV                       |
| Enrry Cordero       | PSUV                       |
| Luis Gómez          | PSUV                       |
| Neida Coello        | PSUV                       |
| Willian Rojas       | MAS                        |
| Rafael Soto         | EL CAMBIO                  |